# Mi Fu

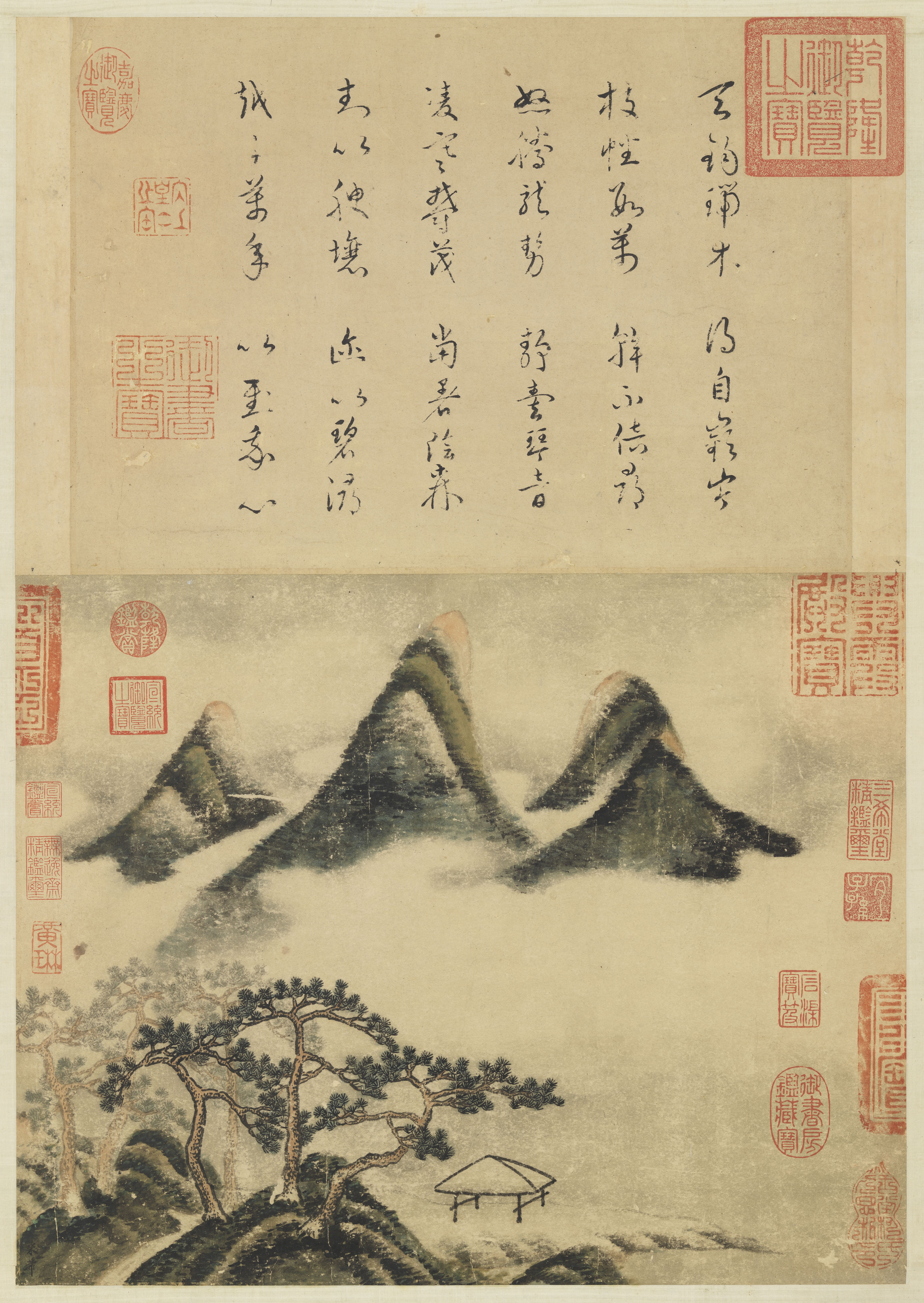
Hegyek és fenyők tavasszal

Mi Fu (kínaiul: 米黻, Pinjin: Mǐ Fú , japán nevén: Bei-sen-shó) vagy más néven Mi Fei, 1051–1107, kínai festő, szépíró és művészeti író. Kezdetben katonai szolgálatban volt, később udvari festő és a szertartások hivatalának titkára lett. Élete végét elvonultan töltötte. Rendkívül bogaras ember volt. Tájképeket és emberi alakokat festett. Hangulatképei különösen finomak voltak. Rendesen, tussal dolgozott, a déli iskola stílusában; sok másolatot készített régi nagy mesterek után. Hua Shih című műve fontos forrásmunka a kínai művészet és művészettörténet ismerete szempontjából.

## Élete
A hagyományok szerint nagyon értelmes gyermek volt. Érdekelték a művészetek és a betűk, és az emlékezőtehetsége egészen elképesztő volt. Hatéves korában naponta száz verset tudott megtanulni, és újbóli átolvasás után ismét el tudta szavalni őket.
Édesanyja bábaként, majd dadusként dolgozott Shenzong császár mellett, aki 1051-ben uralkodása elején járt. Mi Fu ismerte a császári családot, és a palotákban lakott. Itt kezdte pályafutását a Könyvek Felügyelőjeként, majd a festészet és a kalligráfia professzora lett a fővárosban, a "Board of Rites" titkára lett és Huaiyang katonai kormányzója. A gyakori áthelyezéseket Fu éles nyelve és nyílt kritikája váltotta ki a hivatalos politikával szemben. Nagyon tehetséges hivatalnoknak tartották, de nem volt hajlandó alávetni magát a szokásoknak és független szelleme komoly gondot okozott neki.
Mi Fu különösen ügyelt viselkedésére és öltözködésére, amerre ment, tömegeket vonzott. Nagyon szerette a tisztaságot is. Munka közben is mindig tartott maga mellett vizet, hogy megmoshassa arcát. Soha nem mosdott olyan tálból, amiből már előtte más mosdott, és nem vett fel olyan ruhát, amit már hordtak előtte.
Szenvedélyesen gyűjtötte az öreg iratokat és festményeket. Nem hagyott fel a gyűjtéssel akkor sem, amikor lassan egész családi vagyonát rokonai kaparintották meg, minden áldozatot meghozott egy-egy ritka példányért. Egy anekdota szerint egyszer éppen csónakázott barátaival, amikor megmutatták neki Wang Xianzhi egy írását. Azzal fenyegetőzött, hogy a vízbe veti magát, ha a tulajdonosa nem ajándékozza neki, és a történet szerint meg is kapta az iratot.
Gyűjteménye idővel hatalmas kincsesházzá vált, és egyszerű lakhelye a kor legnagyobb tudósainak találkozóhelyévé vált. A gyűjtemény egy részét örökölte, de a többit saját maga gyűjtötte össze. Értéktelenebbnek tartott műveit elcserélte. Mint írta: „Amikor a mai ember megszerez egy régi példányt, olyan fontosnak tűnik neki ez, mint az élete. Ez nevetséges. Az emberi természet parancsa szerint a szemet gyönyörködtető dolgok is unalmassá válnak, ha elég sokáig nézzük őket, ezért újakra kell cserélni őket, amik ezután kétszeresen is megelégedettséggel töltenek el. Így kell okosan használni a képeket.”
Mi Fu mániákusan őrizte és tisztogatta képeit, és roppant figyelmet szentelt kiállításuknak is. Két részre osztotta gyűjteményét, az egyik részt mindenki láthatta, míg a másikat csak válogatott barátainak mutatta meg.

## Történelmi háttér
A tájképfestészet elterjedése után az alkotók témái általánosabbá váltak. Megjelentek a világi és vallási alakok, a madár-, virág- és bambuszképek is. A festők többsége ebben a korban nem hivatásszerűen foglalkoztak művészettel, hanem többé-kevésbé jelentős hivatalnokok voltak, vagy a családi vagyonból éltek. A festészeten keresztül fejezték ki kapcsolatukat az élettel és a természettel. A költészet és az írásművészet bizonyos tekintetben még fontosabb volt számukra, mint a festészet. Még azok is, akik a tintafestészet és a kalligráfia igazi mesterei voltak, kerülték a hivatásos festők hírnevét, és inkább amolyan úri festőkként váltak ismertté. A művészetet szabadidejükben, hivatali elfoglaltságaik szünetében űzték.

## Fordítás
- Ez a szócikk részben vagy egészben  a   Mi Fu című angol Wikipédia-szócikk fordításán alapul.  Az eredeti cikk szerkesztőit annak laptörténete sorolja fel. Ez a jelzés csupán a megfogalmazás eredetét és a szerzői jogokat jelzi, nem szolgál a cikkben szereplő információk forrásmegjelöléseként.